# Liste des patriarches arméniens de Constantinople
La liste des patriarches arméniens de Constantinople est la liste des primats du Patriarcat arménien de Constantinople.

## Patriarches de Constantinople
- Hovagim Ier de Brousse (1461-1478) ;
- Nigolaïos Ier (1478-1489) ;
- Garabed Ier (1489-1509) ;
- Martyros Ier (1509-1526) ;
- Krikor Ier (1526-1537) ;
- Astvadzadur Ier (1537-1550) ;
- Stéphanos Ier (1550-1560) ;
- Diradour Ier (1561-1563, 1596-1599) ;
- Hagop Ier (1563-1573) ;
- Hovhannes Ier (1573-1581) ;
- Tovmas Ier (1581-1587) ;
- Sarkis Ier de Zeytoum (1587-1590) ;
- Hovhannes II (1590-1591) ;
- Azaria Ier de Djoulfa (1591-1592) ;
- Sarkis II (1592-1596) ;
- Melkisetek Ier de Garni (1599-1600) ;
- Hovhannes III de Constantinople (1600-1601, 1621-1623, 1631-1636) ;
- Krikor II de Césarée (1601-1608, 1611-1621, 1623-1626) ;
- Zakaria Ier de Van (1626-1631, 1636-1639) ;
- Tavit Ier (1639-1641, 1643-1644, 1644-1649, 1650-1651) ;
- Giragos Ier d'Erivan (1641-1642) ;
- Khatchadour Ier de Sivas (1642-1643) ;
- Tovmas II d'Alep (1644, 1657-1659) ;
- Eghiazar Ier d'Aïntab (1651-1652) ;
- Hovhannes IV de Moghini (1652-1655) ;
- Martyros II de Kafa (1659-1660) ;
- Gazar Ier de Sivas (1660-1663) ;
- Hovhannes V (1663-1664, 1665-1667) ;
- Sarkis III de Rodosto (1664-1665, 1667-1670) ;
- Stepanos II de Meghri (1670-1674) ;
- Hovhannes VI d'Amassia (1674-1675) ;
- Andreas Ier de Constantinople (1673-1676) ;
- Garabed II de Césarée (1676-1679, 1680-1681, 1681-1684, 1686-1687, 1688-1689) ;
- Sarkis IV (1679-1680) ;
- Toros Ier de Constantinople (1681, 1687-1688) ;
- Yeprem Ier (1684-1686, 1694-1698, 1701-1702) ;
- Khatchadour II (1688) ;
- Matteos Ier Sari de Césarée (1692-1694) ;
- Melkisetek II Soubhi (1698-1699, 1700-1701) ;
- Mekhitar Ier (1699-1700) ;
- Avedik Ier (1702-1703, 1704-1706) ;
- Kaloust Gaydzag Ier d'Amassia (1703-1704) ;
- Nerses Ier de Balat (1704) ;
- Martyros III Koulandji d'Erzengan (1706) ;
- Mikayel Ier de Kharpout (1706-1707) ;
- Sahag Ier d'Aboutchek (1707, 1708-1714) ;
- Hovhannes VII de Smyrne (1707-1708) ;
- Hovhannes VIII de Gandzak (1714-1715) ;
- Hovhannes IX de Bitlis  dit Kolot (1715-1741) ;
- Hagop II Nalian (1741-1749, 1752-1764) ;
- Brokhoron Ier de Silistrie (1749) ;
- Minas Ier d'Aghin (1749-1751) ;
- Kevork Ier (1751-1752) ;
- Krikor III Basmadjian (1764-1773) ;
- Zakaria II de Kaghizman (1773-1781, 1782-1799) ;
- Hovhannes X de Hamadam (1781-1782) ;
- Taniel Ier de Surméli (1799-1800) ;
- Hovhannes XI de Baïbourt (1800-1801, 1802-1813) ;
- Krikor IV (1801-1802) ;
- Abraham Ier de Tathève (1813-1815) ;
- Bogos Ier Grigorian (1815-1823) ;
- Garabet III de Balat (1823-1831) ;
- Stepanos II Zacharian dit Aghavni (1831-1839, 1840-1841) ;
- Hagopos III Sérobian (1839-1840, 1848-1856) ;
- Astvadzadur II de Constantinople (1841-1844) ;
- Matteos II Tchoukhadjian (1844-1848) ;
- Kevork II Kérestédjian (1856-1860) ;
- Sarkis V Couyoumdjian (1860-1861) ;
- Stéphanos Maghakian (locum tenens) (1861-1863) ;
- Bogos II Taktakian (1863-1869) ;
- Ignatios Ier Kakmadjian (1869) ;
- Mkrtich Khrimian (1869-1873) ;
- Nersès II Varjapétian (1874-1884) ;
- Harutyun Ier Véhapétian (1885-1888) ;
- Horen Ier Achekian (1888-1894) ;
- Matteos III Izmirlian (1894-1896, 1908-1909) ;
- Malakia Ier Ormanian (1896-1908) ;
- Yéghiché Ier Tourian (1909-1910) ;
- Hovhannès XII Archarouni (1911-1913) ;
- Zaven Ier Der Eghiayan (1913-1915, 1919-1922) ;
- Mesrob Ier (1927-1943) ;
- Karékine Ier (1951-1961) ;
- Chenork (1963-1990) ;
- Karékine II (1990-1998) ;
- Mesrob II Mutafyan (1998-2016) ;
- Sahak II Mashalian (2019-).

## Source
- Krikor Jacob Basmadjian, « Chronologie de l'histoire de l'Arménie », dans Revue de l'Orient chrétien, Bureaux des œuvres d'Orient, Tome IX (XIX), Paris, 1914, « II. Les Patriarches, B. Les Patriarches de Constantinople », p. 371-374.